# Piaski (powiat jędrzejowski)
Piaski – wieś w Polsce położona w województwie świętokrzyskim, w powiecie jędrzejowskim, w gminie Jędrzejów.
W latach 1975–1998 miejscowość należała administracyjnie do województwa kieleckiego.
Działa tu klub piłkarski Piaskowianka Piaski, który w sezonie 2024/2025 występuje w klasie okręgowej, gr. świętokrzyskiej.
Do końca 1969 w granicach miasta Jędrzejowa.